# The Frozen Autumn
The Frozen Autumn è un gruppo musicale italiano di musica elettronica, darkwave, synth pop e alternative dance.

## Storia
The Frozen Autumn nasce come progetto solista di Diego Merletto, affiancato durante le registrazioni dal chitarrista Claudio Brosio. Successivamente Arianna "Froxeanne", con cui Merletto aveva pubblicato un album sotto il nome di Static Movement, diventerà membro ufficiale del gruppo.

## Formazione
- Diego Merletto (1993 - presente) - voce, tastiere, campionatore, programmazione
- Arianna "Froxeanne" (1998 - presente) - canto, tastiere, campionatore, programmazione, effetti
- Claudio Brosio (1994 - 1998) - chitarra
- Stefano Nieri (2007 - settembre 2011) - chitarra
- "The Count" (2009 - presente) - tastiere, campionatore, programmazione, effetti

## Discografia

### Discografia The Frozen Autumn
Album in studio
- 1995 - Pale Awakening
- 1997 - Fragments of Memories
- 2002 - Emotional Screening Device
- 2005 - Is Anybody There?
- 2011 - Chirality
- 2017 - The Fellow Traveller
- 2023 - The Shape Of Things To Come

#### Raccolte
- 2000 - The Pale Collection
- 2016 - Time Is Just A Memory

#### EP
- 2010 - Rallentears
- 2014 - Lie In Wait

### Discografia Static Movement
Album in studio
- 1999 - Visionary Landscapes

## Videografia
- 2004 - The Early Visuals
- 2010 - Seen From Under Ice